# Bruclik

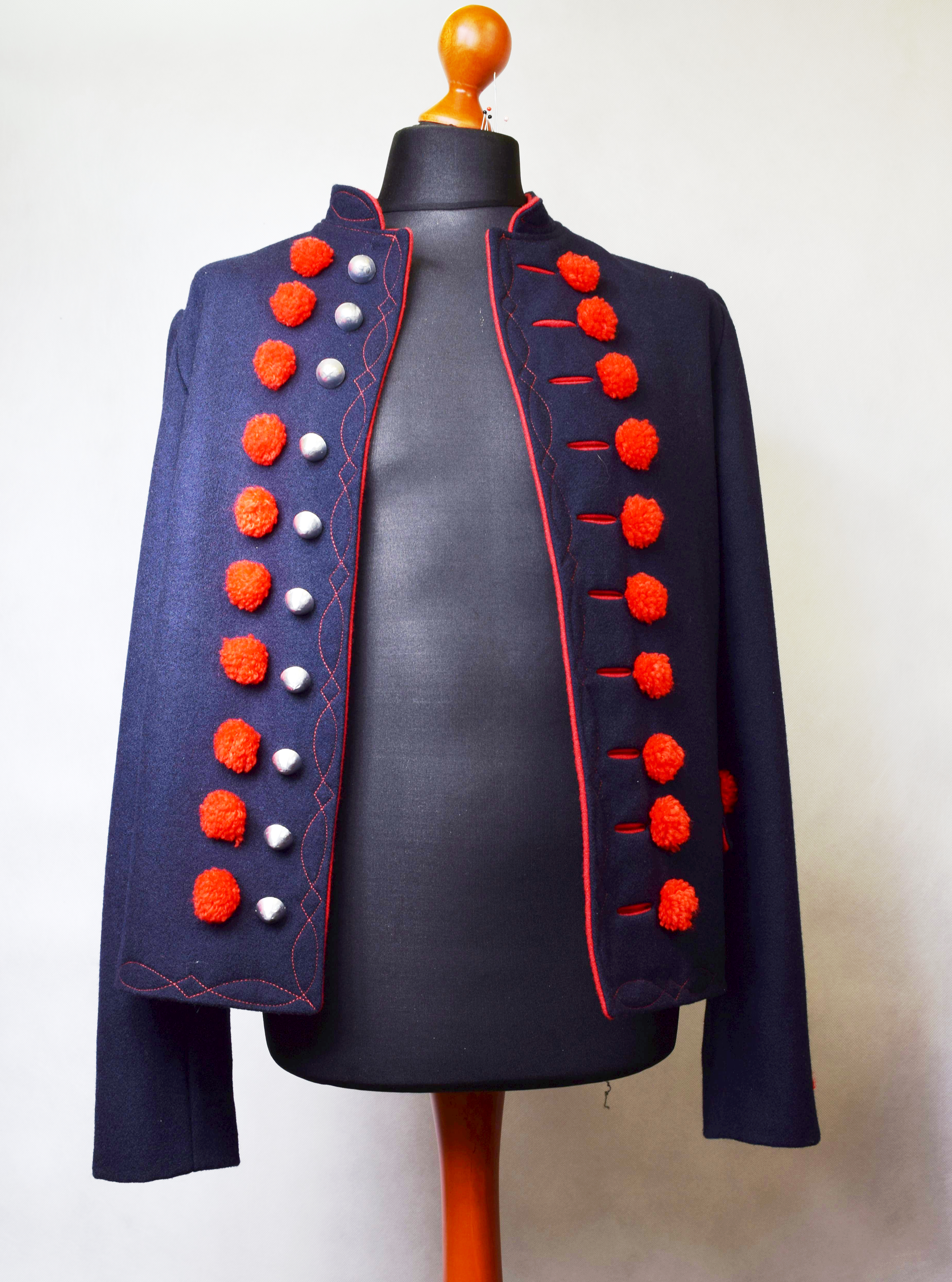
Bruclik, Beskid Żywiecki

Bruclik – rodzaj kamizelki z fabrycznego sukna noszonej na Żywiecczyźnie i w Beskidzie Śląskim. Występuje w strojach górali śląskich i górali żywieckich. Ozdobiony np. czerwonym sznurkiem i metalowymi guzikami albo chwostami np. granatowymi lub czerwonymi, kontrastowo do koloru bruclika. Bruclik wkładano na koszulę. Krój bruclika różni się w zależności od rejonu. Noszono go głównie podczas uczestnictwa w uroczystościach kościelnych, rodzinnych, świętach, zabawach itp. U górali śląskich zwyczajowo pan młody zdejmował swój czerwony kawalerski bruclik i zakładał czarny, jaki nosili starsi gospodarze.